# Ces messieurs de la gâchette
Pour plus de détails, voir Fiche technique et Distribution.
Ces messieurs de la gâchette est un film français de Raoul André sorti en 1970. Il constitue la suite de Ces messieurs de la famille sorti deux ans auparavant, déjà interprété par la même distribution.

## Synopsis
Luigi est le fils du gangster Marco Lombardi. Nicole est la fille de Gabriel Pelletier, industriel, dont le frère, Albert, est metteur en scène et le beau-frère, Bernard, séducteur impénitent. Luigi et Nicole se connaissent, s'aiment et se marient. Marco profite alors de Pelletier pour mener à bien un braquage fabuleux. Avec l'aide d'Albert, de Bernard et de Maryse, servante maoïste, Gabriel veut restituer l'argent et Marco s'évertue à le contrecarrer et à détourner les soupçons sur les Pelletier.

## Fiche technique
- Titre : Ces messieurs de la gâchette
- Réalisation : Raoul André (assisté de Philippe Attal et Jean-Pierre Grunwald)
- Scénario, adaptation et dialogues : Raoul André et Jacques Dreux
- Images : Raymond Lemoigne
- Montage : Jeanne Rongier
- Son : Claude Perrin-Terrin
- Décors : Louis Le Barbenchon
- Musique : Darry Cowl et Jean-Michel Defaye (chanson interprétée par Annie Cordy, sur des paroles de Jean Amadou)
- Société de production : Société nouvelle de cinématographie
- Producteur exécutif : Daniel Cauchy
- Distribution : Impéria-Films
- Format : 35 mm – couleur par Eastmancolor – Techniscope
- Genre : comédie
- Durée : 90 minutes
- Sortie : 8 avril 1970

## Distribution
- Francis Blanche : Marco Lombardi, le gangster
- Jean Poiret : Bernard Le Gall, le beau-frère de Gabriel
- Michel Serrault : Gabriel Pelletier, directeur commercial
- Darry Cowl : Albert, le frère de Gabriel, metteur en scène
- Annie Cordy : Maryse, la servante Maoïste
- Micheline Dax : La directrice de l'usine
- Patrice Laffont : Luigi Lombardi, le fils
- Marc Dudicourt : L'inspecteur
- Alain Bouvette : Le brigadier
- Charles Dallin : Dino Lombardi
- Robert Le Béal : Le patron de Gabriel
- René Bouloc : Maurice, le fils du patron
- Isabelle de Funès : Nicole Pelletier, la fille
- Anne Carrère : Simone Pelletier, la mère
- Janine Vila : Véra, la cousine des Lombardi
- Bernadette Stern Barbara Lombardi
- Nicole Vespérini : Gina Lombardi
- Denise Péronne : L'automobiliste
- Robert Berri : Le patron du Hammam
- Roland Malet : Un agent de police
- César Torrès : Un truand chez Lombardi
- Marc Arian : L'homme au vélo sur la berge
- Agathe Alma
- Guy Bréjac
- Blanche Raynal : l'assistante de Darry Cowl